# Lucia Růžičková
Pour les articles homonymes, voir Růžičková.
Lucia Růžičková (née Töröková le 10 mai 1984 à Bratislava) est une ancienne joueuse slovaque de volley-ball. Elle mesure 1,77 m et jouait au poste de passeuse. Elle a totalisé 6 sélections en équipe de Slovaquie.

## Clubs
| Club                   | De        | À         |
| ---------------------- | --------- | --------- |
| Slávia UK Bratislava   | 2000-2001 | 2004-2005 |
| KPSK Stal Mielec       | 2005-2006 | 2005-2006 |
| BTV Luzern             | 2006-2007 | 2007-2008 |
| BSE Budapest           | 2008-2009 | 2008-2009 |
| VK Modřanská Prostějov | 2009-2010 | 2009-2010 |
| TJ Sokol Frýdek-Místek | 2010-2011 | 2010-2011 |
| TJ Svitavy             | 2011-2012 | 2011-2012 |
| VK AGEL Prostějov      | 2013-2014 | 2013-2014 |
| SVS Post Schwechat     | 2014-2015 | 2015-2016 |
| Slávia UK Bratislava   | 2016-2017 | 2017-2018 |

## Palmarès
- Championnat de Slovaquie
  - Vainqueur : 2004, 2017.
  - Finaliste : 2005, 2018.
- Coupe de Slovaquie
  - Vainqueur : 2004, 2005, 2017.
- Championnat de République tchèque
  - Vainqueur : 2010, 2014.
- Coupe de République tchèque
  - Vainqueur : 2010, 2014.
- Championnat d'Autriche
  - Vainqueur : 2015, 2016.
- Coupe d'Autriche
  - Vainqueur : 2016.